# La Lan
La Lan (tên tiếng Anh: Helena Law Lan; giản thể: 罗兰; phồn thể: 羅蘭; tên thật: Lư Yến Anh) là nữ diễn viên nổi tiếng người Hồng Kông. Bà sinh năm 1934, có tên thật là Lư Yến Anh (盧燕英). Bà được mọi người hâm mộ gọi với cái tên Bà chúa phim ma Hồng Kông. La Lan nổi tiếng với các vai diễn để đời như Bà Long (Ngày 13 tháng 7), Cầu Thiên Xích (Thần điêu đại hiệp 1983 & 1995),...

## Sự nghiệp
La Lan bắt đầu tham gia sự nghiệp diễn xuất từ năm 1939, bà thường được giao các vai phản diện trong kỷ nguyên phim trắng đen. Và cũng trong chính thời gian này, bà đã lấy nghệ danh là La Lan dựa trên lời khuyên của người sếp của bà. Ông cho rằng cái tên La Lan khiến mọi người nghĩ đến xã hội Thượng Hải và đồng thời đây cũng là cái tên phù hợp cho những vai diễn của bà.
Năm 1971, La Lan gia nhập TVB và tham gia nhiều bộ phim truyền hình. Tại đây, cô đóng nhiều loại nhân vật khác nhau thay vì chỉ được chọn vào vai phản diện như trước đây. Cô cũng tham gia chương trình tạp kỹ hàng đêm nổi tiếng, Enjoy Yourself Tonight, bao gồm các tiểu phẩm, ca hát, nhảy múa và các trò chơi đa dạng, được quay trước khán giả trực tiếp.
Tại TVB, La Lan thường xuyên được giao cho các vai diễn siêu nhân trong hơn 36 bộ phim kinh dị Hồng Kông và điều đó đã khiến bà được người hâm mộ đặt tên là Bà chúa phim ma Hồng Kông. Nổi tiếng nhất là vai diễn "Bà Long" trong phim Ngày 13 tháng 7. Năm 2000, La Lan giành được hàng loạt giải thưởng nổi tiếng hàng đầu Hồng Kông trong đó có giải Kim Tượng nhờ vai diễn "Bà Tứ" trong phim Bạo Hình Liệt Cảnh. Đến năm 2002, La Lan được TVB trao tặng giải thưởng Thành tựu trọn đời - giải thưởng tri ân dành cho những người có cống hiến lâu dài và lớn lao. Ngoài ra bà còn được trao tặng Huân chương Danh dự Hồng Kông và đạt danh hiệu MH vào năm 2002 nên thường được gọi với cái tên là MH La Lan (chức danh tương tự như Sir, Madame (ở Anh Quốc), NSƯT, NSND (ở Việt Nam),...).
Ngoài những lời tán dương về diễn xuất, bà còn được mọi người hâm mộ bởi sự giản dị, đáng yêu và vẻ đẹp lão. Dù đã tuổi cao nhưng bà vẫn thường xuyên được mời chụp ảnh thời trang, ảnh quảng cáo bởi vẻ đẹp lão, sang trọng của mình.
Tuy là một người nổi tiếng nhưng ngày ngày bà vẫn luôn giản dị, đi tàu điện để đến nơi đóng phim. Ngoài ra, bà còn có một mối quan hệ rất thân thiết với Cổ Thiên Lạc.
Về hôn nhân, đến giờ bà vẫn độc thân.

## Thời thơ ấu
Cha của La Lan qua đời ở tuổi 34 do những biến chứng phát sinh sau khi quyết định cai nghiện thuốc phiện trong Thế Chiến II. Năm 1994, bà đã sống một mình sau khi mẹ của bà, một người phụ nữ Ấn Độ qua đời, cũng vì sự đời của mẹ mình nên bà sau đó đã không di cư sang Canada.

## Tác phẩm nghệ thuật
Lưu ý: Những danh sách này chưa được hoàn thành đầy đủ.

### Phim truyền hình
| Năm  | Tên phim (Tiếng Việt)                        | Tên phim (Tiếng Trung) | Tên phim (Tiếng Anh)                  | Vai diễn                   |
| ---- | -------------------------------------------- | ---------------------- | ------------------------------------- | -------------------------- |
| 1979 | Thiện, Ác, Tà                                | 網中人                 | The Good, The Bad And The Ugly        | Tư Đồ Thiến                |
| 1979 | Sở Lưu Hương                                 | 楚留香                 | Chor Lau Heung                        | Bình Thư                   |
| 1980 | Máu Nhuộm Bãi Thượng Hải P.3                 |                        | The Bund III                          | Mẹ Phước                   |
| 1981 | Thập Tứ Nữ Anh Hào                           | 十四女英豪             | Youngs Female Warrior                 | Nhị Nương - Vân Thúy Hà    |
| 1981 | Tình Sâu Nghĩa Nặng                          |                        | The Fate                              | Lục thẩm - Mẹ của Quan Kỳ  |
| 1982 | Kiếp Chung Tình                              |                        | Love With Many Phases                 | -                          |
| 1984 | Lộc Đỉnh Ký                                  | 鹿鼎记                 | The Duke Of Mount Deer                | Bà chủ Lệ Xuân Viện        |
| 1984 | Bao Công Xử Án Quách Hòe                     |                        | Pau Ching Ting - The Law Enforcer     | Bà Ba làm mai              |
| 1985 | Hậu Sanh Khả Quý                             |                        | Man From Guang Dong                   | Chị Quế                    |
| 1985 | Võ Lâm Thánh Hỏa Lệnh                        |                        | The Sacred Commandment                | -                          |
| 1989 | Duyên Tình Oan Gia                           | 串烧冤家               | Three In Acrowed                      | -                          |
|      |                                              |                        |                                       |                            |
| 1983 | Phong Thủy Truyền Kỳ                         | 賴布衣                 | The Fortune Teller                    | Mẹ của Hồ Tinh Tinh        |
| 1983 | Phong Thủy Truyền Kỳ II                      | 賴布衣妙算玄機         | The Fortune Teller II                 | Mẹ của Hồ Tinh Tinh        |
| 1983 | Thần Điêu Đại Hiệp                           | 神鵰俠侶               | Return Of Condor Heroes               | Cầu Thiên Xích             |
| 1983 | Như Lai Thần Chưởng Tái Chiến Giang Hồ       | 七彩如來神掌           | The Buddhism Palm Strikes Back        | Tôn Thúy Linh              |
| 1984 | Người Vợ Hiền                                | 家有嬌妻               | It's A Long Way To Home               | -                          |
| 1984 | Triều Cửu Vãn Ngũ Tiêu Giai Nhân             | 朝九晚五俏佳人         | The Prima Donnas Of Hong Kong         | -                          |
| 1984 | Cảnh Sát Mới Ra Trường                       | 新紮師兄               | Police Cadet '84                      | Lý Lệ Mị                   |
| 1984 | Hương Giang Hoa Nguyệt Dạ                    | 香江花月夜             | Summer Kisses Winter Tears            | -                          |
| 1984 | Hà Tử Đà Di                                  | 蝦仔爹哋               | Shrimp Daddy                          | Mông Trư Nhãn Lão bà       |
| 1985 | Thác Thể Nhân Duyên                          | 錯體姻緣               | To Each It's Own                      | -                          |
| 1985 | Hoa Nữ Thần Thám                             | 好女當差               | The Brave Squad                       | -                          |
| 1985 | Vua Càn Long                                 | 皇上保重               | Take Care Your Highness               | Ma ma                      |
| 1985 | Tiết Nhơn Quý                                | 薛仁貴征東             | Legend Of The General Who Never Was   | Cố mụ                      |
| 1985 | Tuyết Sơn Phi Hồ                             | 雪山飛狐               | The Flying Fox Of Snowy Mountain      | Thương Lão thái            |
| 1985 | Cảnh Sát Mới Ra Trường 2                     | 新紮師兄續集           | Police Cadet '85                      | Lý Lệ Mị                   |
| 1986 | Độn Giáp Kỳ Binh                             | 遁甲奇兵               | Brothers Under The Skin               | -                          |
| 1986 | Trí Dũng Thần Thám                           | 神勇CID                | Siblings Of The Vice And Virtue       | -                          |
| 1986 | Triệu Phú Lưu Manh                           | 流氓大亨               | The Feud Of Two Brothers              | Mẹ của Tống Sở Kiều        |
| 1986 | Hoàng Đại Tiên                               | 黃大仙                 | The Legend Of Wong Tai Sin            | Độc Cô Bà Bà               |
| 1986 | Cô Gái Đồ Long                               | 倚天屠龍記             | The Heaven Sword And The Dragon Sabre | Tịnh Huyền sư thái         |
| 1986 | Mười Năm Vàng Son                            | 黃金十年               | The Turbulent Decade                  | -                          |
| 1987 | Mùa Vụ                                       | 季節                   | The Seasons                           | Giao Quý Phương            |
| 1987 | Cảnh Sát Mới Ra Trường 3                     | 新紮師兄1988           | Police Cadet 1988                     | Lý Lệ Mị                   |
| 1987 | Cự Minh Đan Nguyên Kịch Trường Lê Minh Thiên | 巨星單元劇場黎明篇     | Epiaodic Drama III                    | -                          |
| 1987 | Thiên Lang Kiếp                              | 天狼劫                 | Leo And Sirius Of Tin Long Kip        | -                          |
| 1988 | Tuyệt Đại Song Kiêu                          | 絕代雙驕               | The Duel Of The Twins                 | -                          |
| 1988 | Mục Tiêu Cuối Cùng                           | 飛躍霓裳               | A Friend In Need                      | Mẹ của Khương Thuấn Linh   |
| 1988 | Đô Thị Tình Duyên                            | 都市方程式             | Everybody's Somebody's Favourite      | Tứ Di Bà                   |
| 1989 | Ân Oán Nghĩa Tình                            | 還我本色               | War Of The Dragon                     | Lý Kiều                    |
| 1989 | Bước Chân Giang Hồ                           | 他来自江湖             | Justice Of Life                       | Tăng Á Thể - Sơ Mary       |
| 1989 | Ngôi Sao Chiến Thắng                         | 摘星的女人             | Star-Winning Woman                    |                            |
| 1989 | Thiết Huyết Đại Kỳ Môn                       | 鐵血大旗門             | The Sect Of Blood And Iron            | Thành Đại Nương            |
| 1990 | Giọt Máu Thiện Ác                            | 我本善良               | Blood Of Good And Evil                | Sơ Maria                   |
| 1990 | Quay Về Quá Khứ                              | 回到未嫁時             | Cherished Moments                     | -                          |
| 1990 | Ánh Nắng Nửa Đêm                             | 午夜太陽               | When Things Get Tough                 | Giang Ngọc Mai             |
| 1990 | Cuộc Phiêu Lưu Vô Giá                        | 香港蛙人               | Priceless Adventure                   | Mẹ của Lục Tiểu Mỵ         |
| 1990 | Khi Mặt Trời Chiếu Sáng                      | 同居三人組             | When The Sun Shines                   | Lưu Ỷ Quân                 |
| 1990 | Ngọc Diện Phi Hồ                             | 玉面飛狐               | The Jade Fox                          | Diệp Lan                   |
| 1991 | Tiên Lữ Kỳ Duyên                             | 蜀山奇俠之仙侶奇緣     | The Zu Mountain Saga                  | Cưu Bàn Bà                 |
| 1991 | Bên Bờ Biển                                  | 月兒彎彎照九州         | Beside The Seaside, Beside The Sea    | Quảng Tu Nữ                |
| 1991 | Xuất Vị Giang Hồ                             | 出位江湖               | Road For The Heroes                   | Bàng Viên Bà Bà            |
| 1991 | Hoàng Gia Kỵ Tướng                           | 皇家鐵馬               | Police On The Road                    | Lý Mẫu                     |
| 1992 | Sinh Hoạt Gia Đình                           | 卡拉屋企               | Family Squad                          | Anh Nữ Hoàng               |
| 1992 | Bông Hồng Lửa                                | 火玫瑰                 | Vengeance                             | Mẹ của Hải Triều           |
| 1992 | Phá Vòng Biên Giới                           | 破繭邊緣               | Beyond Love                           | Lục Thư                    |
| 1992 | Bá Chủ Song Quyền                            | 拳王賭至尊             | Money And Fame                        | Cô mụ                      |
| 1992 | Nhân Vật Phong Vân                           | 巨人                   | The Key Man                           | Xà A Quỳ (Quỳ Di)          |
| 1993 | Kỳ Tình Tiểu Nam Nhi                         | 偷心大少               | The Art Of Being Together             | Phương Lệ Sa               |
| 1993 | Cương Thi Tái Thế                            | 大頭綠衣鬥殭屍         | The Vampire Returns                   | Trương Khả Ái              |
| 1993 | Thư Hùng Bịp Vương                           | 雌雄大老千             | Being Honest                          | Nhậm Di                    |
| 1993 | Như Lai Thần Chưởng                          | 如來神掌再戰江湖       | The Buddhism Palm Strikes Back        | Thiên Ân                   |
| 1993 | Truy Nhật Hào Hùng                           | 龍兄鼠弟               | The Edge Of Righteousness             | Trương Yến Phân            |
| 1994 | Sự Thật Vụ Trọng Án                          | 新重案傳真             | Crime And Passion                     | Mẹ của Mã Triệu Quân       |
| 1994 | Thanh Đao Huyền Bí                           | 獨臂刀客               | Mystery Of The Sabre                  | Nãi mụ                     |
| 1995 | Biến Đổi Vận Mệnh                            | 命轉乾坤               | A Change Of Fate                      | Lại Thục Nhàn              |
| 1995 | Bao Thanh Thiên                              | 包青天                 | Justice Pao                           | Vân Vương thị/Vu Vương thị |
| 1995 | Cuộc Tình Vạn Dặm                            | 萬里長情               | Down Memory Lane                      | Chung Bích Ngọc            |
| 1995 | Thần Điêu Đại Hiệp                           | 神鵰俠侶               | The Condor Heroes 95                  | Cầu Thiên Xích             |
| 1995 | Mãi Mãi Bên Nhau                             | 新同居關係             | When A Man Loves A Woman              | Lương Lý Ngọc Trân         |
| 1995 | Hồ Sơ Trinh Sát II                           | 刑事偵緝檔案II         | Detective Investigation Files II      | Tống Cam Lan               |
| 1995 | Bắt Đầu Từ Sự Mất Tích                       | 一切從失蹤開始         | The Unexpected                        | Sơ Louisa                  |
| 1995 | Nghĩa Nặng Tình Thâm                         | 真情                   | A Kindred Spirit                      | Thạch Lưu Quần             |
| 1995 | Cuộc Đời Diễn Viên                           | 娛樂插班生             | From Act To Act                       | Lục Tích Ân                |
| 1996 | Tiếu Ngạo Giang Hồ                           | 笑傲江湖               | State Of Divinity                     | Định Dật sư thái           |
| 1996 | Bùng Nổ                                      | 900重案追兇            | Outburst                              | Hồng Nhật Cúc              |
| 1996 | Tây Du Ký                                    | 西遊記                 | Journey To The West                   | Nhện Mẫu                   |
| 1997 | Thăng Bình Công Chúa                         | 醉打金枝               | Taming Of The Princess                | Vương Thái mụ              |
| 1997 | Hồ Sơ Bí Ẩn                                  | 迷離檔案               | Mystery Files                         | Văn Thể Điệp               |
| 1997 | Truy Tìm Bằng Chứng                          | 鑑證實錄               | Untraceable Evidence                  | Phó Tu Nữ                  |
| 1997 | Thiên Long Bát Bộ 1996                       | 天龍八部               | The Demi-Gods and Semi-Devils 1996    | Đàm Bà                     |
| 1997 | Đại Náo Quảng Xương Long                     | 大鬧廣昌隆             | Time Before Time                      | Vọng Bà                    |
| 1997 | Trạng Sư Tống Thế Kiệt 1                     | 狀王宋世傑             | Justice Sung                          | Vương Bà                   |
| 1998 | Truyền Thuyết Liêu Trai 2                    | 聊齋II                 | Dark Tales II                         | Bà điếc                    |
| 1998 | Người Hùng Đảo Bình Châu                     | 離島特警               | Rural Hero                            | Tống Bích Vân              |
| 1998 | Khung Trời Xa Lạ                             | 大澳的天空             | A Place Of One's Own                  | Từ Mại Nữ                  |
| 1998 | Thần Thám Lý Kỳ                              | 難兄難弟之神探李奇     | Old Time Buddy - To Catch A Thief     | Mộc Lan Hoa                |
| 1998 | Càn Long Đại Đế                              | 乾隆大帝               | War And Remembrance                   | Vợ của Đa Long             |
| 1998 | Tây Du Ký II                                 | 西遊記II               | Journey To The West II                | Nhện Mẫu                   |
| 1998 | Lộc Đỉnh Ký                                  | 鹿鼎記                 | The Duke Of Mount Deer                | Quý Nhị Nương              |
| 1998 | Đội Hành Động Liêm Chính 1998                | 廉政行動1998           | ICAC Investigators 1998               | Mẹ của Lâm Trác Sanh       |
| 1999 | Chú Chó Thông Minh                           | 寵物情緣               | Man's Best Friend                     | Trần Muội                  |
| 1999 | Trạng Sư Tống Thế Kiệt 2                     | 狀王宋世傑II           | Justice Sung II                       | Long Bà                    |
| 1999 | Tuyết Sơn Phi Hồ                             | 雪山飛狐               | The Flying Fox Of Snowy Mountain      | Phúc Lão Phu nhân          |
| 1999 | Truy Tìm Bằng Chứng II                       | 鑑證實錄II             | Untraceable Evidence II               | Lê Xảo Trúc                |
| 1999 | Hồ Sơ Trinh Sát IV                           | 刑事偵緝檔案IV         | Detective Investigation Files IV      | Trần Thập Ngũ              |
| 1999 | Bí Ẩn Trong Nhà Hát                          | 全院滿座               | A Loving Spirit                       | Vương Nhị Cô               |
| 1999 | Đường Vào Vô Tận                             | 布袋和尚               | Road To Eternity                      | Cao Lão Phu nhân           |
| 2000 | Nhu Đạo Tiểu Tử                              | 撻出愛火花             | Aiming High                           | Ông Mỹ Hương               |
| 2000 | Tình Yêu Muôn Màu                            | 大囍之家               | Lost In Love                          | La Lão thái                |
| 2000 | Tứ Đại Tài Tử                                | 金裝四大才子           | The Legendary Four Aces               | -                          |
| 2000 | Chuyện Đường Phố                             | 廟街·媽·兄弟           | Street Fighters                       | Hà Bát                     |
| 2000 | Thần Quyền Vô Địch                           | 京城教一               | The Kung Fu Master                    | -                          |
| 2000 | Khí Phách Anh Hùng                           | 碧血劍                 | Crimson Sabre                         | Vợ của Ôn Phương San       |
| 2000 | Thần Y Hoa Đà                                | 醫神華佗               | Incurable Traits                      | Mẹ của Hoa Đà              |
| 2001 | Cuộc Đời Tươi Đẹp                            | 美麗人生               | Reaching Out                          | Châu Diễm Hồng             |
| 2001 | Đắc Kỷ Trụ Vương                             | 封神榜                 | Gods Of Honour                        | Diêu Thiên Hương           |
| 2001 | Bảy Chị Em                                   | 七姊妹                 | Seven Sisters                         | Lý Lục Bình                |
| 2001 | Câu Chuyện Của Ngày Xưa                      | 婚前昏後               | The Awakening Story                   | Quan Thắng Nam             |
| 2001 | Cảnh Sát Hình Sự                             | 勇探實錄               | Law Enforcers                         | Sâm Bà                     |
| 2001 | Hương Sắc Cuộc Đời                           | 錦繡良緣               | Colourful Life                        | Lưu Nhị Cô                 |
| 2002 | Đội Cứu Hoả Anh Hùng                         | 烈火雄心II             | Burning Flame II                      | Bà Bà                      |
| 2002 | Mạnh Lệ Quân                                 | 再生緣                 | Eternal Happiness                     | Thái Hoàng Thái hậu        |
| 2002 | Gia Đình Vui Vẻ (Cổ Trang)                   | 皆大歡喜               | Virtues Of Harmony                    | Lão hoa Bà Bà              |
| 2003 | Khôi Phục Giang Sơn                          | 天子尋龍               | Whatever It Takes                     | Cao Đại nương              |
| 2003 | Bức Màn Bí Mật II                            | 洗冤錄II               | Witness To A Prosecution II           | Bà Ngưu                    |
| 2003 | Mong Manh Cuộc Tình                          | 十萬噸情緣             | Ups And Downs In The Sea Of Love      | Bà của Lưu Hoa             |
| 2003 | Hồ Sơ Tuyệt Mật                              | 衛斯理                 | The 'W' Files                         | Bà Trịnh                   |
| 2003 | Bao La Vùng Trời                             | 衝上雲霄               | Triumph In The Skies                  | Bà Long                    |
| 2003 | Thiếu Gia Vùng Tây Quan                      | 西關大少               | Point Of No Return                    | Lâm Hà                     |
| 2003 | Tuổi Trung Niên                              | 花樣中年               | Life Begins At Forty                  | Lỗ Phân                    |
| 2004 | Đột Phá Cuối Cùng                            | 天涯俠醫               | The Last Breakthrough                 | Châu Cúc                   |
| 2004 | Kung Fu Túc Cầu                              | 功夫足球               | Kung Fu Soccer                        | Vương Lão thái             |
| 2005 | Sư Phụ Hoàng Phi Hồng                        | 我師傅係黃飛鴻         | Wong Fei Hung - Master Of Kung Fu     | Tam Bà                     |
| 2005 | Cảnh Sát                                     | 學警雄心               | The Academy                           | Hà Trương Thanh            |
| 2005 | Bà Nhà Tôi                                   | 老婆大人               | Just Love                             | Vương Ngọc Lan             |
| 2006 | Bí Mật Gia Tộc                               | 謎情家族               | Greed Mask                            | Lan Di                     |
| 2006 | Lần Theo Dấu Vết                             | 心慌·心郁·逐個捉       | Summer Heat                           | Vu A Nữ                    |
| 2006 | Chuyển Thế Kinh Tình                         | 轉世驚情               | The Battle Against Evil               | Thạch Tẩu                  |
| 2007 | Ngưu Lang Chức Nữ                            | 牛郎織女               | The Legend Of Love                    | Hoàng Đạo Bà               |
| 2011 | Đồn Cảnh Sát Số 7                            | 七號差館               | Police Station No. 7                  | A Trân                     |
| 2012 | Sứ Mệnh 36 Giờ                               | On Call 36小時         | The Hippocratic Crush                 | Hà Đới Đệ                  |
| 2012 | Nấc Thang Tình Yêu                           | 天梯                   | The Last Steep Aliment                | Hạ Lương Mỹ Quyên          |
| 2012 | Tình Đã Vội Bay                              | 肥婆奶奶扭計媳         | The Stamp Of Love                     | Bình Thư                   |
| 2012 | Vòng Quay Hạnh Phúc                          | 幸福摩天輪             | Missing You                           | Hứa Ngọc Mai               |
| 2013 | Anh Họ Cố Lên                                | 老表, 你好嘢!          | Inbound Troubles                      | Sophia Tô Phi A            |
| 2013 | Quý Ông Thời Đại                             | 熟男有惑               | Awfully Lawful                        | Lady Lauren Tử La Lan      |
| 2013 | Sư Phụ Minh Bạch Liễu                        | 師父·明白了            | Karma Rider                           | Hoan Thư                   |
| 2014 | Ngàn Lời Yêu Thương                          | 愛我請留言             | Swipe Tap Love                        | Rose Lâm Tiếu Mai          |
| 2014 | Mái Ấm Gia Đình                              | 愛·回家                | Come Home Love                        | La Lan                     |
| 2014 | Bầu Trời Của Chúng Ta                        | 我們的天空             | Shades Of Life                        | Mẹ của Tri Chu Hiệp        |
| 2014 | Phi Hổ 2                                     | 飛虎II                 | Tiger Cubs II                         | Thiên Bà                   |
| 2014 | Anh Họ Cố Lên 2                              | 老表, 你好hea!         | Come On, Cousin                       | Phương Quế Lan             |
| 2014 | Thám Tử Thần Toán                            | 八卦神探               | Officer Geomancer                     | Trang Mộng Điệp            |
| 2015 | Thiên Nhãn                                   | 天眼                   | Eye In The Sky                        | Hà Nhị Cô                  |
| 2015 | Nô Lệ Nhà Ở                                  | 樓奴                   | Brick Slaves                          | Huỳnh Kim Hỷ               |
| 2016 | Mạt Đại Ngự Y                                | 末代御醫               | The Last Healer In Forbiden City      | Từ Hi Thái Hậu             |
| 2016 | Cương Thi - Ân Oán Truyền Kiếp               | 殭                     | Blue Veins                            | Huỳnh Tử Hồng              |
| 2016 | Những Người Bạn                              | 一屋老友記             | House Of Spirits                      | Y Lan                      |
| 2016 | Gián Điệp - Điệp Huyết Trường Thiên          | 巾帼枭雄之谍血长天     | No Reserve                            | Hà Phương                  |
| 2017 | Quý Nàng Hẩm Phận                            | 全職沒女               | The No No Girl                        | Dina Buffet                |
| 2017 | Anh Họ Cố Lên 3                              | 老表, 畢業喇!          | Oh My Grad                            | Giang Bích                 |
| 2017 | Pháp Sư Bắt Đắc Dĩ                           | 降魔的                 | The Exorcist's Meter                  | Long Bà                    |
| 2017 | Những Kẻ Ba Hoa                              | 誇世代                 | My Ages Apart                         | Laura Bà Bà                |
| 2017 | Tính Tại Hữu Tình                            | 性在有情               | Come With Me                          | Lý Hiếu                    |
| 2018 | Đội Cứu Hộ Sinh Tử                           | 跳躍生命線             | Life On The Line                      | Lý Anh Ái                  |
| 2019 | Tòa Nhà Kim Tiêu                             | 金宵大廈               | Barrack O'Karma                       | Sa Sa Bà Bà                |
| 2019 | Giải Quyết Sư                                | 解決師                 | The Man Who Kills Troubles            | Long Tiểu Phụng Nữ Nữ      |
| 2020 | Bằng Chứng Thép IV                           | 法證先鋒IV             | Forensics Heroes IV                   | Triệu Thục Quyên           |
| 2020 | Pháp Sư Bất Đắc Dĩ 2                         | 降魔的2.0              | The Exorcist's 2nd Meter              | Long Bà                    |
| 2020 | Sát Thủ                                      | 殺手                   | Death By Zero                         | Sofia Tô Phi A             |
| 2021 | Lực Lượng Phản Ứng 2021                      | 陀槍師姐2021           | Armed Reaction 2021                   | Bà Lâm                     |
| 2021 | Nghịch Thiên Kỳ Án                           | 逆天奇案               | Sinister Beings                       | Bà ngoại Đạt               |
| 2021 | Đoàn Phim Bịp Bợm                            | 欺詐劇團               | Fraudsters                            | La Lan                     |
| 2021 | Thất Công Chúa                               | 七公主                 | Battle Of The Seven Sisters           | La Lan                     |
| 2021 | Quyền Vương                                  | 拳王                   | The Ringmaster                        | Vân Phương                 |
| 2021 | Cục Nợ Đáng Yêu                              | 愛上我的衰神           | Hello Missfortune                     | Lâm Tứ Muội                |
| 2023 | Phát Ngôn Viên Pháp Lý                       | 法言人                 | Speakers of Law                       | Bành La Tú Trung           |
| 2024 | Em Không Phải Cô Ấy                          | 妳不是她               | You're Just Not Her                   | Phùng Nguyệt Anh           |

### Phim ngắn
| Năm | Tên phim (Tiếng Việt) | Tên phim (Tiếng Trung) | Tên phim (Tiếng Anh) | Vai diễn  |
| --- | --------------------- | ---------------------- | -------------------- | --------- |
| -   | Công ty Phục Vụ 701   |                        | -                    | Nhân viên |

### Phim điện ảnh
| Năm           | Tên phim (Tiếng Việt)      | Tên phim (Tiếng Trung) | Tên phim (Tiếng Anh)      | Vai diễn        |
| ------------- | -------------------------- | ---------------------- | ------------------------- | --------------- |
| 1989          | Cảnh Sát Bắt Ma II         |                        | Operation Pink Squad II   | Bà chủ nhà      |
| 1994          | Há Miệng Mắc Quai          |                        | Thou Shalt Not Swear      | -               |
| 1996          | Ngày 13 Tháng 7            |                        | July 13th                 | Bà Long         |
| 1997          | Âm Dương Lộ                |                        | Troublesome Night         | -               |
| 1998          | Âm Dương Lộ 3              |                        | Troublesome Night 3       | -               |
| 1998          | Bánh Bao Nhân Thịt Người 2 |                        | The Untold Story 2        | -               |
| 1999          | Ma Kiếng                   |                        | The Mirror                | -               |
| 1999          | Âm Dương Lộ 5              |                        | Troublesome Night 5       | -               |
| 1999          | Âm Dương Lộ 6              |                        | Troublesome Night 6       | -               |
|               | Âm Dương Lộ 7              |                        | Troublesome Night 7       | -               |
| Âm Dương Lộ 8 |                            | Troublesome Night 8    | -                         |                 |
| 2001          | Âm Dương Lộ 9              |                        | Troublesome Night 9       | -               |
| 2001          | Âm Dương Lộ 10             |                        | Troublesome Night 10      | -               |
| 2001          | Âm Dương Lộ 11             |                        | Troublesome Night 11      | -               |
| 2001          | Âm Dương Lộ 12             |                        | Troublesome Night 12      | -               |
| 2001          | Đầu Người Trong Búp Bê     |                        | Human Pork Chop           | -               |
| 2002          | Âm Dương Lộ 13             |                        | Troublesome Night 13      | -               |
| 2002          | Âm Dương Lộ 14             |                        | Troublesome Night 14      | -               |
| 2002          | Âm Dương Lộ 15             |                        | Troublesome Night 15      | -               |
| 2002          | Âm Dương Lộ 16             |                        | Troublesome Night 16      | -               |
| 2002          | Âm Dương Lộ 17             |                        | Troublesome Night 17      | -               |
| 2002          | Văn phòng Có Ma            |                        | Haunted Office            | -               |
| 2003          | Âm Dương Lộ 18             |                        | Troublesome Night 18      | -               |
| 2003          | Âm Dương Lộ 19             |                        | Troublesome Night 19      | -               |
| 2015          | Khách sạn Cát Tường        |                        | Big Fortune Hotel         | -               |
| 2017          | Giao Lộ Âm Dương           |                        | Always Be With You        | Bà đồng         |
| 2017          | Mượn Mắt                   |                        | Through The Eye           | Cô Quyên        |
|               | Đốt Xác                    |                        |                           |                 |
| 2004          | Giá Cá A Bả Chân Bộc Trác  | 這個阿爸真爆炸         | -                         | Vụ Dạ Phi Ưng   |
| 2004          | Sanh Duyên                 | 槍緣                   | -                         | -               |
| 2004          | Bất Tử Phế Nhân            | 不死廢人               | -                         | -               |
| 2004          | Ác Mộng                    | 噩夢                   | -                         | -               |
| 2005          | Phi Thường Thanh Xuân Kỳ   | 非常青春期             | -                         | Nhậm Thiếu Xuân |
| 2005          | Liêu Trai                  | 寬頻聊齋               | Strange Tales Of Liaozhai | Vương Đại Nương |
| 2006          | Mắt Quỷ                    | 鬼眼刑警               | Don'T Open Your Eyes      | Thất Di         |
| 2006          | Tử Tâm Bất Tức             | 死心不息               | -                         | -               |
| 2007          | Thố Ái                     | 錯愛                   | -                         | -               |
| 2007          | Ngòi Nổ                    | 導火綫                 | Flash Point               | Mẹ của Mã Quân  |
| 2007          | Ngọ Dạ Hương Vẫn           | 午夜香吻               | -                         | -               |

### Chương trình tạp kỹ
| Năm  | Tên phim (Tiếng Việt) | Tên phim (Tiếng Trung) | Tên phim (Tiếng Anh)       | Vai diễn | Nhận xét                             |
| ---- | --------------------- | ---------------------- | -------------------------- | -------- | ------------------------------------ |
| 2014 | Mỗi Khu Có Chuyện Ma  | 區區有鬼故             | Neighborhood Ghost Stories | Long Bà  | Đồng chủ trì cùng với Lục Vĩnh Quyền |

### Khác
| 1986 | Lâm Xung               |  | The Unyielding Master Lim  | Hồng Phu nhân         |
| 1987 | Điệp Vụ Truy Lùng      |  | Operation Sharkhunt        | -                     |
| 1988 | Song Hùng Kỳ Hiệp      |  | Two Most Honorable Knights | Hoa Bà Bà             |
| 1994 | Bịp Bá Thiên Hạ        |  | Gambling On Life           | -                     |
| 1994 | Hiệp Nữ Du Long        |  | The Last Conquest          | Vợ của Cát Thần Y     |
| 1996 | Tiền Là Tất Cả         |  | Money Just Can't Buy       | Vương mẫu nương nương |
| 1997 | Chân Mạng Thiên Sư     |  | Triumph Over Evil          | Trương Bà Bà          |
| 1997 | Thế Võ Lập Nghiệp      |  | Drunken Angels             | -                     |
| 1997 | Chân Mạng Thiên Sư     |  | Triumph Over Evil          | -                     |
| 1997 | Đại Thích Khách        |  | The Hitman Chronicles      | -                     |
| 1999 | Bạo Hình Liệt Cảnh     |  | Bullets Over Summer        | Bà Tứ                 |
| 2000 | Dương Qúy Phi          |  | The Legend Of Lady Yang    | Lão bà                |
| 2001 | Khám phá Cõi Âm        |  | Unveil The Mystery         | -                     |
| 2004 | Những Thiên Sứ Vô Danh |  | Angels Of Mission          | Lục Thư               |

## Giải thưởng
Lưu ý: Những danh sách này chưa được hoàn thành đầy đủ.
| Năm  | Lễ trao giải                                                 | Hạng mục                         | Phim                        | Vai diễn | Kết quả |
| ---- | ------------------------------------------------------------ | -------------------------------- | --------------------------- | -------- | ------- |
| 1994 | Giải Điện ảnh Hồng Kông "Kim Tượng" (HKFA)                   | Nữ diễn viên phụ xuất sắc nhất   | Thất Nguyệt Thập Tứ Nhật    | -        | Đề cử   |
| 1997 | Giải Điện ảnh Hồng Kông "Kim Tượng" (HKFA)                   | Nữ diễn viên phụ xuất sắc nhất   | Thất Nguyệt Thập Tam Chi Bà | -        | Đề cử   |
| 2000 | Giải Điện ảnh Hồng Kông "Kim Tượng" (HKFA)                   | Nữ diễn viên chính xuất sắc nhất | Bạo Hình Liệt Cảnh          | Bà Tứ    | Thắng   |
| 2000 | Giải Kim Tử Kinh Hồng Kông (金紫荆奖)                        | Nữ diễn viên phụ xuất sắc nhất   | Bạo Hình Liệt Cảnh          | Bà Tứ    | Thắng   |
| 2000 | Giải Hội Bình luận Điện ảnh Hồng Kông (香港電影評論學會大獎) | Nữ diễn viên xuất sắc nhất       | Bạo Hình Liệt Cảnh          | Bà Tứ    | Thắng   |
| 2002 | Giải thưởng thường niên TVB (萬千星輝頒獎典禮)               | Thành tựu trọn đời               | La Lan                      | La Lan   | Thắng   |
| 2002 | Huân chương Danh dự Hồng Kông (Medal Of Honour)              | -                                | La Lan                      | La Lan   | Thắng   |
| 2014 | Giải thưởng TVB Malaysia (TVB Malaysia Awards)               | Thành tựu                        | La Lan                      | La Lan   | Thắng   |